# パヴェル・カデジャーベク
パヴェル・カデジャーベク（Pavel Kadeřábek 、1992年4月25日 - ）は、チェコ・プラハ出身のプロサッカー選手。チェコ代表。ブンデスリーガ・TSG1899ホッフェンハイム所属。ポジションは、ディフェンダー。
姓はカデラベクとも表記される。

## クラブ経歴
2010年8月、UEFAチャンピオンズリーグ 2010-11プレーオフ・MŠKジリナ戦でスパルタ・プラハの公式戦初出場。
2011年8月、出場機会を求めてFKヴィクトリア・ジジュコフにレンタル移籍。
2015年6月、TSG1899ホッフェンハイムに4年契約で加入。

## 代表歴
U-16世代からチェコ代表に選出されている。UEFA U-21欧州選手権2015ではデンマーク代表戦でゴールを挙げた。
2014年5月開催の親善試合・フィンランド代表戦でA代表デビュー。11月のUEFA EURO 2016予選・アイスランド代表戦で初ゴール。
2016年6月、UEFA EURO 2016本戦を戦うメンバーに選ばれた。

### ゴール
| #  | 開催日         | 会場                   | 対戦国         | スコア | 結果 | 試合概要           | ref   |
| -- | -------------- | ---------------------- | -------------- | ------ | ---- | ------------------ | ----- |
| 1. | 2014年11月16日 | ドーサン・アレナ       | アイスランド   | 1–1    | 2–1  | UEFA EURO 2016予選 | [ 5 ] |
| 2. | 2015年10月13日 | アムステルダム・アレナ | オランダ       | 0–1    | 2–3  | UEFA EURO 2016予選 |       |
| 3. | 2018年3月26日  | 広西体育中心           | 中華人民共和国 | 1–4    | 1–4  | チャイナ・カップ   |       |